# S/S Brokind

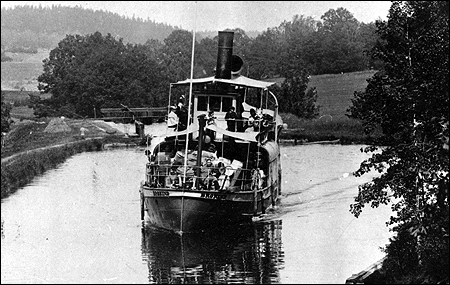
S/S Brokind på Kinda kanal

S/S Brokind var ett svenskt passagerarfartyg, som byggdes av Bergsunds Mekaniska Verkstads AB i Stockholm och levererades 1878 till Ångbåts AB Kinda i Hycklinge vid Åsunden. Hon sattes in i trafik på Kinda kanal på traden Linköping - Hovby - Björkfors - Hycklinge - Horn.
Hon såldes 1904 till grosshandlare Fredrik Wilhelm Forsberg i Stockholm, omdöptes till Turisten och var detta år i trafik på Stockholm - Strömma kanal - Fjällsvik på Vindö.
År 1905 såldes hon till Ångfartygs AB Vindö och fortsatte trafiken på traden Stockholm - Strömma kanal - Vindö.
År 1908 såldes fartyget till Ångfartygs Ab Sydvästra Skärgården i Åbo i Finland för trafik på traden Åbo - Nagu - Korpoström. En ny ångpanna installerades 1910 vid W:m Crichton & C:o Ab i Åbo.
År 1914 blev fartyget helt utbränt efter en brand, som startat i maskinrummet när fartyget låg vid Mattnäs brygga på Nagu. Därefter övertogs hon av Ångfartygs Ab Bore i Åbo och skars ned till kolpråm. Ångmaskinen och ångpannan monterades in i S/S Skärgården (1879).
1937 omdöptes pråmen till Kalla.